# Paradišče
Paradišče je naselje v Občini Grosuplje.